# Кретов, Сергей Иванович
Сергей Иванович Кретов (род. 28 августа 1955, Богучар, Воронежская область) — советский и российский учёный-экономист и государственный деятель, доктор экономических наук. Играл в баскетбол.
Автор более 50 опубликованных работ.

## Биография
Родился 28 августа 1955 года в городе Богучар Воронежской области.

### Образование
В 1972—1977 годах учился на экономическом факультете Московского государственного университета, получил специальность экономист-математик. Продолжив образование в аспирантуре этого же вуза, защитил кандидатскую диссертацию на тему «Хозрасчет и стимулирование первичных производственных подразделений».
В 1987—1989 годах обучался во Всесоюзной Академии внешней торговли на факультете экономистов-международников по специальности бизнес-планирование.
В 1994 году прошёл курсы Министерства финансов РФ по работе с ценными бумагами.
В 2001 и 2012 годах учился в Школе международного финансового бизнеса (США), защитив после этого в Российской академии предпринимательства докторскую диссертацию на тему «Методологические основы инновационной деятельности в научно-технологическом комплексе».

### Деятельность
В 1981—1984 годах Сергей Кретов работал преподавателем в Московском электротехническом институте связи (ныне Московский технический университет связи и информатики). В 1984—1989 годах был заведующим сектором материального поощрения отдела заработной платы Госкомитета по труду и социальным вопросам СССР. В 1989—1992 годах — заведующий сектором развития предпринимательства и конкуренции Госсовета по экономической реформе Кабинета министров.

Сергей Кретов на постере к фильму «Центровой из поднебесья»

Затем работал в ряде коммерческих структур: Московский филиал банка «Саяны» (Промстройбанк Хакасии, 1992); АОЗТ «Либра» (1992—1994); ОАО «Инвестиционная компания Российская наука» (ИНКОРН, 1995—1999); ОАО «Домостроительный комбинат № 1» (1996—1998); Школа страхового бизнеса МГИМО (У) МИД РФ (1999—2003); ЗАО «Ренрол» (2003—2006); ЗАО «Интергазинвест» (2006—2007). После этого С. И Кретов работал в Школе страхового бизнеса МГИМО (У) МИД РФ (2007—2010); в Федеральном агентстве по науке (2008—2018); был помощником генерального директора НИИ Микроэлектронной аппаратуры «Прогресс» в 2018−2019 годах. С 2019 года по настоящее время — советник генерального директора ФГУП «Мытищинский научно-исследовательский институт радиоизмерительных приборов». Также является преподавателем Школы здравого смысла.

### Личная жизнь
С. И. Кретов женат, имеет двоих детей.
В студенческие годы занимался спортом — выступал за баскетбольные команды МГУ, «Буревестник», ЦСКА, а также сборную СССР на чемпионате Европы 1974 года среди юниоров. В 1975 году, не имея актёрского опыта, был утверждён на главную роль в художественном фильме «Центровой из поднебесья» (Юрий Кулич-Куликовский).